# Csunho
A Csunho vagy Dzsunho koreai férfiutónév, mely az 1900-as évek végén a tíz legnépszerűbb fiúnév között volt. 1970-ben a 6., 1980-ban a 4., 1990-ben a 7. leggyakrabban adott név volt. A hangul szótagokra számos handzsa írásjegy választható, a koreai legfelsőbb bíróság által kiadott listában a Csun (준) szótagra 34, a Ho szótagra 49 handzsa közül lehet választani.

## Híres Csunhók
- Csong Dzsunho, dél-koreai színész
- I Dzsunho, dél-koreai gyorskorcsolyázó
- I Dzsunho, dél-koreai énekes, a 2PM együttes tagja
- Kim Dzsunho, JUNO néven dél-koreai énekes
- Pong Dzsunho, dél-koreai filmrendező